# Michael Radzey
Michael Radzey (* 31. August 1960 in Reutlingen) ist ein ehemaliger deutscher Leichtathlet, der auf den 110-Meter-Hürdenlauf spezialisiert war.

## Leben
Er gehörte ab 1975 dem SSC Koblenz-Karthause an und wechselte 1982 zur MTG Mannheim.
Radzey wurde 1983 Dritter bei den Deutschen Meisterschaften und erreichte Platz sechs beim Europacup in London. 1985 wurde er Deutscher Meister und Siebter beim Europacup in Moskau. Im Jahr darauf belegte er Platz drei bei den Deutschen Meisterschaften und nahm an den Europameisterschaften in Stuttgart teil.
1987 wurde Radzey Deutscher Vizemeister und qualifizierte sich für die Weltmeisterschaften in Rom, wo er im Vorlauf ausschied. Beim Europacup in Prag kam er Platz sieben. Bei den Halleneuropameisterschaften 1988 in Budapest erreichte er über die 60 Meter Hürden das Halbfinale.
Radzey gewann außerdem 1983, 1985, 1986 und 1987 die Deutschen Hochschulmeisterschaften und nahm an den Universiaden 1983 und 1985 teil.

## Persönliche Bestleistungen
- 110 Meter Hürden: 13,77 Sekunden, 1985